# Ochyrocera jarocha
Espèce
Ochyrocera jarocha est une espèce d'araignées aranéomorphes de la famille des Ochyroceratidae.

## Distribution
Cette espèce est endémique du Veracruz au Mexique,.

## Publication originale
- Valdez-Mondragón, 2017 : On the poorly known haplogynae spiders of the genus Ochyrocera Simon (Araneae, Ochyroceratidae) from Mexico: description of two new species with an updated identification key for Mexican species. Zootaxa, no 4226(2), p. 194-204.